# San Gabriele Arcangelo all'Acqua Traversa (titolo cardinalizio)
San Gabriele Arcangelo all'Acqua Traversa (in latino: Titulus Sancti Gabrielis Archangeli ad Aquam Transversam) è un titolo cardinalizio istituito da papa Giovanni Paolo II nel concistoro del 28 giugno 1988. Il titolo insiste sulla chiesa di San Gabriele Arcangelo, sita nel suburbio Della Vittoria e sede parrocchiale dal 30 agosto 1956.
Dal 5 ottobre 2019 il titolare è il cardinale Fridolin Ambongo Besungu, arcivescovo metropolita di Kinshasa.

## Titolari
- Jean Margéot (28 giugno 1988 - 17 luglio 2009 deceduto)
- José Manuel Estepa Llaurens (20 novembre 2010 - 21 luglio 2019 deceduto)
- Fridolin Ambongo Besungu, O.F.M. Cap. dal 5 ottobre 2019